# Amanda Junquera Butler
Amanda Junquera Butler (ur. 19 października 1898 w Madrycie, zm. 27 grudnia 1986) – hiszpańska pisarka.

## Życiorys
Amanda Junquera Butler urodziła się jako córka Emilii Butler i Tomása Junquera de Basañez. Dorastała w Madrycie wraz z pięciorgiem rodzeństwa: Isabel, Maríą Luisą, Emilią, Maríą Teresą i Tomásem. Studiowała muzykę i literaturę. W lipcu 1928 w Madrycie wyszła za mąż za naukowca i dziekana Wydziału Artystycznego Uniwersytetu w Murcji, Cayetano Alcázar Molina. Po ślubie kontynuowała podróże, przeprowadzając się w związku ze zmianami miejsca pracy męża.
W 1936 na przyjęciu z okazji otwarcia Universidad Popular de Cartagena w regionie Murcja w Hiszpanii Junquera spotkała pisarkę Carmen Conde Abellán, która współtworzyła uniwersytet. Conde była żoną poety Antonio Olivera Belmása i jako pierwsza kobieta została przyjęta do Kiszpańska Akademia Królewska. Kobiety poczuły do siebie sympatię. Zaczęły wymieniać się książkami i listami. W ciągu miesiąca od spotkania Conde zadedykowała Junquerze wiersze, które wyraźnie używały lesbijskich kodów. W czerwcu 1937 kobiety zaplanowały wakacje bez mężów. Spędziły je w parku przyrody Penyal d'Ifac w Walencji. Zostały kochankami.
Podczas hiszpańskiej wojny domowej (1936–1939) kobiety umocniły swój związek, ponieważ ich mężowie byli nieobecni. Mogły spotykać się i korespondować. Ze względu na hiszpańskie prawo i zwyczaje społeczne obu kobietom nie pozwolono na rozwód ani coming out, co sprawiło, że musiały ukrywać swoje uczucie. Mężowie zgłosili się na ochotników do hiszpańskiej armii republikańskiej i służyli w Baza w Grenadzie. Oliver Belmás został schwytany i uwięziony, a Cayetano Alcázar Molina został przeniesiony na Uniwersytet w Walencji i został dyrektorem generalnym uniwersytetów pod dyktaturą Francisco Franco. Junquera zapisała się na zajęcia na uniwersytecie.
Pod koniec wojny Conde groziło aresztowanie, ponieważ była prorepublikańską intelektualistką. Junquera pomogła jej uciec z Walencji. Przeprowadziły się do domu siostry Junquery w Madrycie. Mieszkały tam przez rok. Conde ukrywała się w sypialni. W 1940 kobiety przeniosły się do San Lorenzo de El Escorial, a w 1942 w Madrycie dołączył do nich Alcázar. Molinowie wynajęli mieszkanie od poety Vicente Aleixandre. Cała trójka zamieszkała tu na 40 lat.
Na początku lat 40. XX wieku Junquera zaczęła publikować, używając pseudonimu Isabel de Ambía. Pisała eseje, kroniki, krytyki literackie i opowiadania, które drukowano głównie w czasopismach „Cuadernos de Literatura Contemporánea”, „Destino de Barcelona”, „El Español” i „Hispania”.
Od 1942 Junquera tłumaczyła na język hiszpański dzieła literackie pisarzy angielskich, francuskich i włoskich. Obejmowały one m.in. prace Adriano Augusto Michieli, Marcela Pagnola, Anny Marii Speckel, Alejandro Tassoni Estense i Williama Thomasa Walsha. W  latach 40. XX wieku publikowała opowiadania. W 1947 wydała swoją jedyną książkę Un hueco en la luz.
Kiedy Oliver Belmás został zwolniony z więzienia, Conde zgodziła się pozostać jego tytularną małżonką. Oliver musiał mieszkać w izolacji w Murcji, ale Conde wróciła do El Escorial, gdzie mogła być z Junquerą. Kiedy Conde została oskarżona o przestępstwa polityczne, Junquera i Alcázar wykorzystali swoje wpływy, aby pomóc jej oddalić zarzuty. W 1945 cierpiącemu na serce Oliverowi pozwolono wrócić do Madrytu, a Conde rzekomo mieszkał z nim i jego matką w oddzielnym mieszkaniu. Obie pary pozostawały blisko siebie, często spędzając razem wakacje. Mąż Junquery zmarł w 1958, a ona i Conde pozostały stałymi towarzyszami. Kiedy Oliver zmarł w 1968, Conde na stałe przeniósł się do domu Junquery.
Junquera została pochowana na cmentarzu w Torrelodones.
Ponowne zainteresowanie jej twórczością przypadło na XXI wiek. Kilka jej tłumaczeń zostało ponownie opublikowanych w 2000 i 2001. W 2007 José Luis Ferris opublikował książkę Carmen Conde: vida, pasión y verso de una escritora olvidada, w której opisał związek Conde i Junquery.